# Pierre-Marie Gourtay
Pierre-Marie Gourtay CSSp (ur. 8 maja 1874 w Châteaulin, zm. 16 września 1944 w Kajennie) – francuski duchowny rzymskokatolicki, duchacz, misjonarz, wikariusz apostolski Gujany Francuskiej–Kajenny. Pierwszy biskup służący w Gujanie Francuskiej

## Życiorys

### Młodość i prezbiteriat
19 marca 1891 wstąpił do Zgromadzenia Ducha Świętego pod opieką Niepokalanego Serca Maryi Panny. 22 września 1898 złożył śluby zakonne. 28 października 1900 w kaplicy Seminarium Misyjnego w Chevilly-Larue otrzymał święcenia prezbiteriatu i został kapłanem swojego zgromadzenia.
Po święceniach uczył w szkole w Langonnet, a po jej zamknięciu w 1903 przez rząd na podstawie ustawy o stowarzyszeniach, wysłany został do Mont Saint-Michel, gdzie zajmował się m.in. duszpasterstwem, edukacją dzieci i pracami ogrodniczymi.
W 1909 ks. Gourtay wyjechał na misje do będącego wówczas kolonią francuską Gabonu, gdzie objął probostwo parafii św. Piotra w Libreville. W 1916 powrócił do Francji z powodu negatywnego wpływu na jego zdrowie afrykańskiego klimatu. W 1919 ponownie wyjechał na misje, tym razem na Reunion, gdzie wkrótce został przełożonym reuniońskich duchaczy i dał się poznać jako dobry administrator.

### Wikariusz apostolski
10 stycznia 1933 papież Pius XI mianował go wikariuszem apostolskim Gujany Francuskiej–Kajenny oraz biskupem tytularnym aradyjskim. 25 marca 1933 w Quimper przyjął sakrę biskupią z rąk biskupa Quimperu Adolphe-Yves-Marii Duparca. Współkonsekratorami byli emerytowany biskup Poitiers Marie-Augustin-Olivier de Durfort de Civbac de Lorge oraz przełożony generalny duchaczy bp Louis Le Hunsec CSSp.
Do Gujany Francuskiej wyjechał 1 września 1933. Wikariat apostolski Gujany Francuskiej–Kajenny zamieszkany w większości przez katolików był ówcześnie jedynie na wybrzeżu. W głębi kraju brakowało ośrodków duszpasterskich. Bp Gourtay szczególnie dbał o licznych skazańców zamieszkujących kolonię, których otoczył opieką duszpasterską i interweniował w ich sprawie w Ministerstwie Kolonii. Wspierał również działania dobroczynnie, jak prowadzone przez Kościół ambulatoria, szkoły i sierocińce. Wysyłał misjonarzy w głąb kraju do poszukiwaczy złota, Indian i ludności czarnoskórej.
Pod koniec życia osłabiony chorobami. Miał udać się na leczenie na Martynikę, lecz jego stan zdrowia nie pozwolił na transport samolotem. Zmarł z wycieńczenia 16 września 1944.